# Ил-86
Ил-86 — советский четырёхдвигательный среднемагистральный широкофюзеляжный пассажирский самолёт 1-го класса, спроектированный в КБ Ильюшина. По классификации НАТО — «Camber» («Изогнутый», «Выпуклый»). Первый и самый массовый советский пассажирский широкофюзеляжный самолёт. Производился серийно в 1980—1997 годах на Воронежском авиационном заводе. Всего было выпущено 106 самолётов.

## История разработки
Самолёт Ил-86 является первым серийным советским пассажирским широкофюзеляжным самолётом. Потребность в таком самолёте возникла в СССР в 1967 году, когда «Аэрофлот» выработал требования к самолёту на 250—350 мест. 13 октября 1967 года было принято Постановление Совета Министров СССР о разработке такого самолёта. В ОКБ им. Ильюшина первоначально исследовали проект 250-местного варианта самолёта Ил-62-250 (Ил-62 с удлинённым на 6,8 метра фюзеляжем). Однако данный проект развития не получил. Для размещения 350 пассажиров требовалось увеличить число кресел в ряду, но, стремясь сохранить достигнутый на Ил-62 уровень комфорта, в ОКБ проработали двухпалубный вариант, а также однопалубный вариант с фюзеляжем, имевшим овальное сечение с двумя раздельными кабинами. Но и эти предложения тоже были отклонены. В это время мировое гражданское авиастроение создавало и осваивало производство широкофюзеляжных пассажирских лайнеров. Яркими примерами таковых были: американские Boeing 747, McDonnell Douglas DC-10, Lockheed L-1011 TriStar и европейский Airbus A300.
22 февраля 1970 года ОКБ С. В. Ильюшина получило техническое задание на разработку широкофюзеляжного пассажирского самолёта на 350 мест.
9 марта 1972 года Совет Министров СССР принял постановление № 168-68 о начале работ по широкофюзеляжному самолёту Ил-86. Среди требований, предъявленных к самолёту, было условие обеспечения перевозки багажа по принципу «багаж при себе» и установка на самолёте трёх входных дверей со встроенными трапами, исключающими применение каких-либо аэродромных средств для обеспечения входа и выхода пассажиров. Это условие потребовало провести обширный комплекс исследований, связанных с выбором диаметра фюзеляжа. Результатом этих исследований, в котором приняли участие специалисты ЦАГИ, стал фюзеляж, позволивший установить в одном ряду 9 кресел с двумя проходами, причём ширину этих проходов сделали больше, чем на сходных широкофюзеляжных самолётах типа McDonnell Douglas DC-10. Для обеспечения эксплуатации с относительно коротких ВПП была выбрана механизация крыла, состоящая из предкрылков и трёхщелевых закрылков (впоследствии применены двухщелевые), обеспечивающих высокую подъёмную силу.
К самолёту Ил-86 были предъявлены требования, которые учитывали состояние наземной материально-технической базы Аэрофлота, взлётно-посадочных полос и аэропортов.
Первый полёт опытного самолёта Ил-86 выполнил 22 декабря 1976 года экипаж Э. И. Кузнецова. В июне 1977 года самолёт был показан на Парижском международном авиасалоне. В конце сентября 1978 года были завершены заводские испытания, после чего приступили к сертификационным испытаниям. Заявка на получение сертификата лётной годности была принята 15 мая 1974 года, а сам сертификат получен 24 декабря 1980 года, после соответствующих испытаний самолёта. 26 декабря 1980 года самолёт Ил-86 (борт СССР-86006) выполнил первый регулярный рейс по маршруту Москва — Ташкент. В 1981 году на Ил-86 было установлено 18 мировых рекордов скорости в полёте по замкнутому маршруту с нагрузкой от 35 до 80 тонн.
В 1980-х годах исследовались проекты самолётов Ил-86В и Ил-86Д, на которых предполагалось использовать английские двигатели ТРДД Rolls-Royce RB211-22В тягой по 19 000 кгс. Среднемагистральный самолёт Ил-86В имел удлинённый фюзеляж и рассчитывался на перевозку 450 пассажиров на расстояние 3600—4000 км. Самолёт Ил-86Д предназначался для перевозки 330 пассажиров на расстояния более 9000 км. Этот самолёт послужил основой для дальнемагистрального самолёта Ил-96-300. Во второй половине 1990-х годов изучалась возможность установки на самолёт высокоэкономичных двигателей ТРДД CFM56-5C-2 (4 × 14160 кгс), которые позволили бы увеличить дальность полёта с 350 пассажирами до 6400 км. Но, по бытующему мнению, КБ Ильюшина из практических соображений не стало доводить до конца ремоторизацию Ил-86.

В итоге в массовую серию не пошёл ни Ил-96, ни ремоторизованный Ил-86, а эту нишу заняли бывшие в употреблении Airbus А310, Boeing 747, Boeing 767, возраст которых составлял 10—20 лет при покупке российскими авиакомпаниями в 2000-х годах.

## Конструкция
Четырёхмоторный турбореактивный низкоплан со стреловидным крылом и однокилевым оперением. Фюзеляж круглого сечения диаметром 6,08 м позволяет разместить 350 пассажиров на одной палубе, девять кресел в одном ряду с двумя проходами, что значительно облегчает посадку и высадку пассажиров. В нижней части фюзеляжа размещаются стандартные контейнеры или оборудование для системы «багаж при себе». Для Ил-86 был разработан двигатель НК-86 — глубокая модернизация двигателя НК-8 самолётов Ил-62 и Ту-154Б с тягой 13 тс. Двигатель впоследствии явился главной причиной преждевременного вывода Ил-86 из эксплуатации, имея большой расход топлива, не удовлетворяя нормам по шуму, обеспечивал слишком малую тяговооружённость самолёта — из-за вялого разбега и отрыва существует шутка (в основном, среди пилотов), что «Ил-86 взлетает благодаря кривизне планеты». Также размеры НК-86, под которые рассчитывались планер и шасси, сделали в дальнейшем невозможной ремоторизацию Ил-86, что повлекло за собой разработку нового самолёта — Ил-96. Кроме того, устаревшие конструкция и материалы НК-86 снижали его работоспособность при большой температуре окружающего воздуха, по сравнению с более современными двигателями. При взлёте в сильную жару срабатывали регуляторы температуры РТ-12, начинали срезку топлива для снижения температуры газов перед турбиной или вовсе отключали двигатель, из-за чего приходилось прекращать взлёт. Многие[какие?] происшествия с Ил-86 происходили именно из-за двигателя (подробнее изложено в разделе[где?] «происшествия»).
Крыло со стреловидностью 35 градусов обеспечивает высокое аэродинамическое качество самолёта на крейсерских скоростях полёта, а также на взлётно-посадочных режимах. Механизация крыла состоит из предкрылков и трёхщелевых (впоследствии двухщелевых) закрылков с фиксированным дефлектором и отклоняемым хвостовым элементом.
На самолёте имеются четыре гидросистемы — по числу двигателей. При работе всех двигателей давление в каждой гидросистеме создаётся отдельным насосом, установленным на двигателе. Гидросистемы питают необратимые бустеры рулей и элеронов, приводы механизации крыла и стабилизатора, систему уборки и выпуска шасси, тормоза, механизм разворота передней стойки и другие потребители. Бустеры левого борта (левого элерона, левой половины руля высоты, левых спойлеров) питаются от обеих систем левого борта (№ 1 и № 2) и системы № 3 правого борта, бустеры правого борта — от системы № 2 и обеих систем правого борта (№ 3 и № 4), бустеры обеих секций руля направления — от всех четырёх систем.
Возле бустеров в проводке управления установлены центрирующие пружинные цилиндры, выводящие шток бустера в нейтральное положение при его отрыве от остальной проводки, чтобы исключить бесконтрольное отклонение рулей при обрывах проводки. Для преодоления затяжки центрирующих цилиндров и трения в проводке в систему управления включены вспомогательные рулевые приводы РП-69 — маломощные гидроусилители, питающиеся от всех четырёх систем, включённые в проводку за постами управления до остальных узлов. Для привода закрылков установлен двухмоторный гидропривод РП-70, для привода стабилизатора и предкрылков — двухмоторные гидроприводы РП-71, практически аналогичные приводам механизации Як-42. Предкрылки приводятся одним РП-71, стабилизатор — двумя.
Главная деталь механизма перестановки стабилизатора — ходовой винт, не закреплённый жёстко на конструкции самолёта, но удерживаемый от проворота направляющими, сохраняющими свободу вертикального перемещения винта. Один РП-71 питается от гидросистем № 2 и № 3, второй — от гидросистем № 1 и № 4. Приводы, вращая свои гайки, перемещаются по винту вверх-вниз. Нижний РП-71, шарнирно закреплённый на самолёте, вращаясь, перемещает вверх-вниз сам винт, а верхний РП-71, шарнирно закреплённый на переднем лонжероне стабилизатора (задний лонжерон стабилизатора шарнирно закреплён на самолёте), вращаясь, перемещается во винту, переставляя стабилизатор. Таким образом, даже при отказе одного привода, цепей управления им или питающих его гидросистем сохраняется управление стабилизатором — если в работе остался нижний привод, то он перемещает винт с неподвижным верхним приводом, а если работает только верхний привод, то он перемещается по неподвижному винту.
Самолёт был оснащён системами автоматического управления и навигации, что позволяло экипажу из трёх человек осуществлять полёты по всем авиатрассам в любых метео- и географических условиях в любое время года и суток.
При проектировании пассажирского салона было применено новейшее бытовое оборудование. Буфетно-кухонный комплекс расположили под полом пассажирской кабины, а буфетные стойки — на верхней палубе, что позволило рационально использовать площадь пассажирской кабины и быстро обслужить буфет-кухню. Применение сервировочных тележек ускорило раздачу питания пассажирам и облегчило труд бортпроводников.

## Модификации
| Название модели                         | Краткие характеристики, отличия. |
| --------------------------------------- | --- |
| Ил-86                                   | Базовый вариант. |
| Ил-86В                                  | Проект на перевозку 450 пассажиров на расстояние 3600—4000 км. |
| Ил-86Д                                  | Проект модифицированного Ил-86, на базе которого был разработан самолёт Ил-96. |
| Ил-80/87 (по кодификации НАТО: Maxdome) | Воздушный командный пункт. От обычных Ил-86 его отличает отсутствие иллюминаторов, система дозаправки в воздухе и дополнительный аппаратный отсек («горб») в носовой части фюзеляжа. Построено 4 экземпляра. |

## Производство
Первый опытный экземпляр самолёта (бортовой номер 86000, без салона) был собран в 1976 году непосредственно на  заводе "Стрела" (позже - "Московский машиностроительный завод им. С.В. Ильюшина") и взлетел с московского Центрального аэродрома, вслед за "ведущим" Ил-18.
Ил-86 выпускался серийно с 1979 по 1997 годы на авиационном заводе в Воронеже (ВАСО). Всего было построено 106 самолётов всех модификаций (102 Ил-86 и 4 Ил-80 для нужд МО СССР). Три самолёта были поставлены на экспорт в Китай.
Четыре самолёта построены в варианте воздушного командного пункта Ил-86 (Ил-80) для управления вооружёнными силами на случай ядерного конфликта.

## Эксплуатация
Единственным гражданским пользователем лайнера в советское время был «Аэрофлот». В советское время основным назначением Ил-86 были внутренние регулярные рейсы средней протяжённости.
В 1980-х годах были реконструированы ВПП во многих крупных аэропортах СССР, что позволило им принимать самолёты Ил-86.
Уже в первые годы эксплуатации Ил-86 стал активно использоваться на трассах Аэрофлота в Азию, Ближний Восток, Европу и США. 
В рамках СЭВ Ил-86 планировалось поставлять на экспорт в социалистические страны. В частности, польской авиакомпании LOT было выделено четыре Ил-86 в качестве обмена (бартера) для изготовления комплектующих. Авиакомпания отложила поставки, которые были окончательно отменены в 1987 году. В 1988 году государственная авиакомпания ГДР «Interflug» была готова принять поставку двух самолётов Ил-86 и уже присвоила им бортовые номера DDR-AAA и DDR-AAB. Однако, вместо них, в том же году, авиакомпания получила два Airbus A310.
Единственная поставка на экспорт и заказ на Ил-86, а также единственная коммерческая сделка с заводом-изготовителем была заключена с Китаем. Три самолёта с бортовыми номерами B-2018, B-2019 и B-2016 были поставлены на экспорт в Китай, китайской авиакомпании «China Xinjiang Airlines» в 1991 и 1993 годах. В связи с прекращением деятельности авиакомпании в 2003 году, самолёты были возвращены обратно в Россию и эксплуатировались авиакомпанией «Татарстан» до 2008 года.
После распада СССР большое количество Ил-86 перешло на баланс новообразованных авиакомпаний — бывших авиаотрядов МГА СССР В постсоветское время вместительная машина стала использоваться для выполнения чартерных рейсов на популярные курорты.
Период пассажирских перевозок Ил-86 был относительно недолгим. Из-за крайней неэкономичности и шумности двигателей НК-86 массовое списание и вывод из эксплуатации авиалайнеров этого типа началось уже с начала 2000-х годов. Причиной стали, в том числе, введённые в ЕС ограничения по шуму, что помешало Ил-86 совершать полёты в большинство аэропортов Европы.
Экономический кризис 2008 года окончательно предопределил судьбу самолётов советского производства — авиакомпании стали массово избавляться от них. Не избежал этой участи и Ил-86.
Последними регулярными рейсами, выполнявшимися на Ил-86, были рейсы «Донавиа» Москва — Симферополь, Сочи, Новосибирск (до осени 2010 года).
Также, до конца октября 2010 года авиакомпания «Москва» иногда ставила Ил-86 на регулярные рейсы из Москвы в Сочи, Душанбе и Ташкент, а также на чартерные рейсы в черногорский город Подгорицу, в качестве замены Boeing 737.
В ноябре 2010 года Ил-86 «Москвы» были сняты с рейсов, как оказалось, навсегда. По ряду источников, они могли вернуться на летние чартеры в 2011 году, но в связи с поглощением «Москвы» авиакомпанией «Ютэйр» будущее самолётов бывшего «Атлант-Союза» было не ясно. Самолёты были выставлены на продажу, но, ввиду отсутствия интереса к ним со стороны потенциальных покупателей, весь флот Ил-86 «Атлант-Союза» к лету 2017 года был утилизирован.
До января 2011 года Ил-86 авиакомпании «Донавиа» эксплуатировались на чартерных рейсах из Шереметьево в Коломбо и Анталью.
Последний коммерческий рейс, из Антальи в Москву, Ил-86 (борт RA-86141) выполнил 29 января 2011 года.
С января 2011 года Ил-86 на пассажирских рейсах не летает.
22 марта 2022 года министр транспорта РФ Виталий Савельев заявил, что авиакомпания «S7 Airlines» планирует запустить в эксплуатацию два грузовых Ил-96 и два Ил-86. Первым возобновлённым бортом станет самолёт RA-86097, который до этого находился на территории аэропорта Толмачёво (Новосибирск). Самолёт будет выполнять рейсы из Новосибирска в Москву и Санкт-Петербург.
По состоянию на май 2018 года в эксплуатации находятся 2 Ил-86 в модификации Ил-86ВКП.
На март 2024 года сохранилось 7 самолётов в пассажирском исполнении:
- СССР-86000 — находится в киевском музее авиации. Первый выпущенный Ил-86. С постройки без салона.
- RA-86062 — музей гражданской авиации в Ульяновске.
- RA-86097 — установлен в качестве памятника в новосибирском аэропорту Толмачёво.
- RA-86106 — стоит на территории вертолётного центра «Хели-драйв» в Санкт-Петербурге. Отсутствуют двигатели.
- RA-86103 — в 2008 году передан в учебно-технический центр МГТУ ГА, находится на территории аэропорта Шереметьево.
- EK-86117 — находится на территории кладбища самолётов аэропорта Домодедово. Принадлежал авиакомпании «Армянские авиалинии».
- RA-86141 — находится на территории ВАСО, двигатели демонтированы. Последний выпущенный Ил-86.

## Лётно-технические характеристики
Источник данных: Сайт ВАСО

Технические характеристики
- Экипаж: 3—4 чел.
- Пассажировместимость:

- 3-классная компоновка: 314
- 2-классная компоновка: 234
- Эконом: 350

- Грузоподъёмность: 42 т
- Длина: 59,94 м
- Размах крыла: 48,06м
- Высота: 15,81 м
- Площадь крыла: 320 м2
- Масса снаряжённого: 111,5 т
- Максимальная взлётная масса: 215 т
- Масса топлива во внутренних баках: 88000 кг
- Силовая установка: 4 × ТРДД НК-86
- Тяга: 4 × 13 000 кгс
- Вспомогательная силовая установка: 1 × ГТД ВСУ-10

Лётные характеристики
- Максимальная скорость: 950 км/ч
- Крейсерская скорость: 900 км/ч
- Практическая дальность: 5250 км, 3800 км (максимальная взлётная масса)
- Практический потолок: 12 000 м

## Авиационные инциденты и происшествия
Из 106 построенных самолётов по состоянию на 12 февраля 2017 года было потеряно четыре, и только в двух случаях аварии повлекли жертвы среди членов экипажа на борту или сотрудников наземных служб (всего 17 членов экипажей и 1 сотрудник наземных служб, жертв среди пассажиров не было), а в двух остальных случаях пострадавшие самолёты были списаны после инцидентов.
| Дата       | Бортовой номер | Место аварии                    | Жертвы  | Краткое описание |
| ---------- | -------------- | ------------------------------- | ------- | --- |
| 19.08.1984 | СССР-86007     | Актюбинск                       | 0/279   | В полёте оторвались части внутренних закрылков. Экипаж совершил успешную посадку в Актюбинске, при этом лопнули 7 шин шасси. Самолёт вскоре удалось восстановить. |
| 18.03.1991 | СССР-86082     | Серов, Свердловская область     | 0/383   | В небе около города Серов в Свердловской области, была взорвана бомба. В результате взрыва возник пожар, который вскоре удалось потушить. Экипаж совершил успешную аварийную посадку в Свердловске.                                                                                                 |
| 08.03.1994 | RA-86119       | Дели                            | 4+4/6+4 | Упавший Boeing 737 зацепил стоящий самолёт, Ил-86 загорелся. Погибли 4 из 6 обслуживавших лайнер сотрудников авиакомпании и наземных служб, а также все 4 члена экипажа «Боинга». Пассажиров на борту обоих самолётов не было.                                                                      |
| 06.1998    | RA-86080       | Шереметьево, Московская область | 0/н. д. | Жёсткая посадка. Лайнер был списан 2 июля 1998 года |
| 21.09.2001 | RA-86074       | Дубай                           | 0/322   | Из-за грубых ошибок экипажа, который забыл выпустить шасси, совершил жёсткую посадку «на брюхо». При касании ВПП двигатели лайнера загорелись. Все находившиеся на его борту 322 человека — 307 пассажиров и 15 членов экипажа, выжили. Самолёт был списан.                                         |
| 28.07.2002 | RA-86060       | Шереметьево, Московская область | 14/16   | Перегоночный рейс без пассажиров. При взлёте произошло сваливание из-за выхода на закритический угол атаки из-за отклонения стабилизатора на максимальный угол −12°. Это единственная катастрофа самолёта Ил-86 (если не считать происшествия 08.03.1994 года, когда Ил-86 был на земле, см. выше). |